# IBM PC JX
IBM PC JX (PC JX) је кућни рачунар фирме IBM који је почео да се производи у САД током 1984. године.
Користио је Intel 8088 микропроцесорску јединицу а RAM меморија рачунара је имала капацитет од 64k (до 512k). 
Као оперативни систем кориштен је MS DOS 2.1.

## Детаљни подаци
Детаљнији подаци о рачунару PC JX су дати у табели испод.
|                       |                                                                             |
| [ 1 ]                 |                                                                             |
| Произвођач            |                                                                             |
| Тип                   | кућни рачунар                                                               |
| Меморија              | JX:64k (до 512k)                                                            |
| Поријекло             | Сједињене Америчке Државе                                                   |
| Година                | 1984                                                                        |
| Тастатура             | пуни помак тастера, 79 тастера са 10 функцијских тастера и тастерима смјера |
| Процесор              | 8088                                                                        |
| Фреквенција процесора | 4,77                                                                        |
| RAM                   | JX: 64k (до 512k)                                                           |
| ROM                   | 128k                                                                        |
| Текст                 | 40 или 80 знакова x 25 линија у 8 боја                                      |
| Графика               | 320 x 200 / 640 x 200 (16 боја) / 720 x 512 (2 боје)                        |
| Боја                  | 16                                                                          |
| Звук                  | 3 канала, 8 октава                                                          |
| Димензије             | непознато                                                                   |
| Портови               |                                                                             |
| Оперативни систем     |                                                                             |